# بني عجان
بني عجَّان هي قرية تقع في منطقة مرسية (إسبانيا) ، بجانب الجبال التي تغلق وادي شقورة. يبلغ عدد سكانها حوالي 11000 نسمة ، وهي ليست بعيدة عن مرسية عاصمة المنطقة. تشتهر بني عجان بالإنتاج الوفير للحمضيات التي تصدرها مصانعها إلى جميع أنحاء العالم ؛ هذا هو أهم نشاط اقتصادي في هذه المدينة.تأسست المدينة في العصر الرومي.